# Kaukasus-Kleinwühlmaus
Die Kaukasus-Kleinwühlmaus (Microtus daghestanicus) ist ein in der Kaukasusregion verbreitetes Nagetier in der Gattung der Feldmäuse. Sie zählt zur Untergattung Terricola und ist eng mit der Kurzohrmaus (Microtus subterraneus) sowie mit der Major-Wühlmaus (Microtus majori) verwandt.

## Merkmale
Erwachsene Exemplare erreichen eine Kopf-Rumpf-Länge von 91 bis 105 mm, eine Schwanzlänge von 33 bis 22 mm sowie ein Gewicht von 15 bis 25 g. Sie besitzen oberseits dunkelbraunes Fell, während die Unterseite von silbergrauem Fell bedeckt ist. Der stumpfe Winkel zwischen dem Kiefer und den oberen Schneidezähnen ist bei dieser Art größer als bei der Kurzohrmaus. Die Kaukasus-Kleinwühlmaus hat im Oberkiefer einer langen ersten Molar. Von den paarig angeordneten Zitzen der Weibchen befinden sich vier im Leistenbereich und zwei auf der Brust. Der diploide Chromosomensatz kann zwischen 38 und 54 Chromosomen enthalten.

## Verbreitung
Das Verbreitungsgebiet reicht von den Nordhängen des Kaukasus in Russland über Georgien, Armenien und Aserbaidschan bis in die nordöstliche Türkei. Diese Wühlmaus lebt auf 2000 bis 2600 Meter Höhe. Sie bewohnt Bergwiesen.

## Lebensweise
Die Exemplare haben überwiegend eine nachtaktive Lebensweise. Verglichen mit der Kurzohrmaus und der Major-Wühlmaus ist sie seltener oberirdisch aktiv. Die Nahrung besteht aus verschiedenen Pflanzenteilen. Es konnten Weibchen, die mit 4 oder 5 Nachkommen trächtig waren, registriert werden.

## Gefährdung
Die Größe der Gesamtpopulation ist nicht dokumentiert. Die IUCN listet die Art als nicht gefährdet (least concern) da keine Bedrohungen vorliegen.